# Acueducto de Sabatini
El Acueducto de Sabatini también conocido como Acueducto de la Partida es un acueducto situado en la Casa de Campo de Madrid que discurre entre el lago y las huertas de la partida junto al río Manzanares. Fue diseñado por el arquitecto real Francesco Sabatini en tiempos de Carlos III. 

## Historia
Su construcción formó parte de un programa de canalización de aguas encargado por la Corona para la Casa de Campo, que era Real Bosque. El acueducto fue construido para proveer de agua a las huertas ribereñas de las que se abastecía el Palacio Real. Estuvo en uso durante cerca de un siglo hasta que se desmantelaron las huertas de la ribera derecha del Manzanares con motivo de la apertura del bosque al público. Posteriormente fue abandonado. En 1933 se levantó junto a él una fuente para proveer de agua fresca a los excursionistas. 
En 2015 el ayuntamiento de Madrid, propietario del monumento, procedió a una rehabilitación completa del mismo. 